# Altipiani maggiori d'Abruzzo
Gli altipiani maggiori d'Abruzzo sono un'area geografica dell'Appennino abruzzese meridionale, posta nella bassa provincia dell'Aquila e caratterizzata dalla presenza di un complesso di altipiani carsici, collegati tra loro, ad una quota compresa tra i 1 200 e i 1500 m s.l.m..

## Descrizione

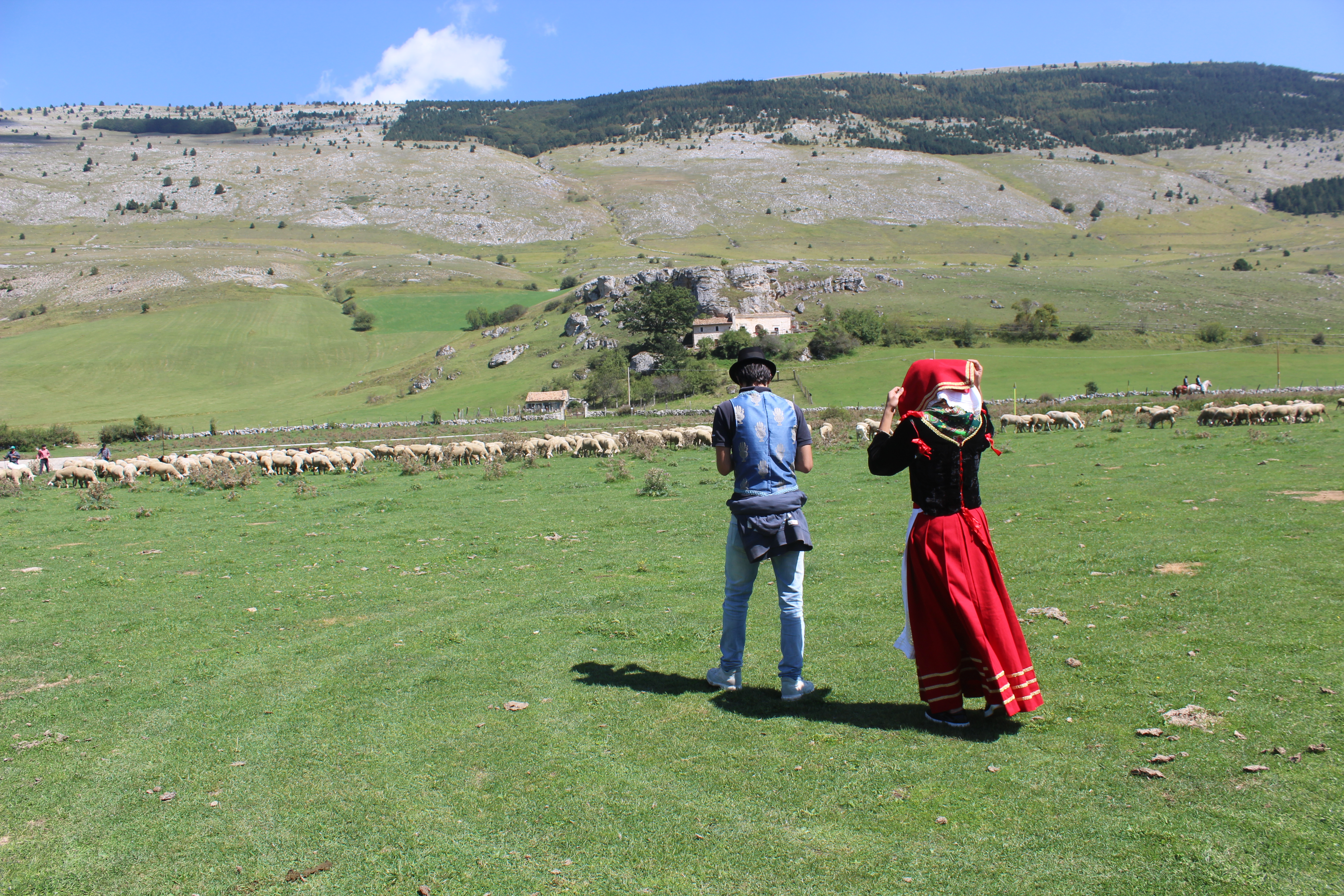
Persone in costumi tradizionali tipici e greggi al pascolo nell'altopiano del Quarto Grande

Si trovano incastonati tra la parte sud-occidentale del massiccio della Maiella a nord, il bacino dell'Alto Sangro con i monti Marsicani e il parco nazionale d'Abruzzo, Lazio e Molise a ovest, i monti Pizzi, il monte Porrara e la provincia di Chieti (in particolare la zona occidentale del comune di Palena) ad est e a sud. Interessano i territori dei comuni di Campo di Giove, Pescocostanzo, Rivisondoli, Rocca Pia e Roccaraso, centri turistici montani invernali ed estivi, tre dei quali facenti parte del comprensorio sciistico dell'Alto Sangro. Un tempo e in parte ancora erano adibiti alla coltivazione di patate e legumi, nonché al pascolo di ovini, caprini e bovini. Quanto alla fauna endemica, l'intero areale risulta frequentato da animali protetti dal parco nazionale della Maiella, tra cui, in particolar modo, il lupo appenninico, l'orso bruno marsicano e diverse specie di uccelli migratori.

## Altopiano delle Cinquemiglia

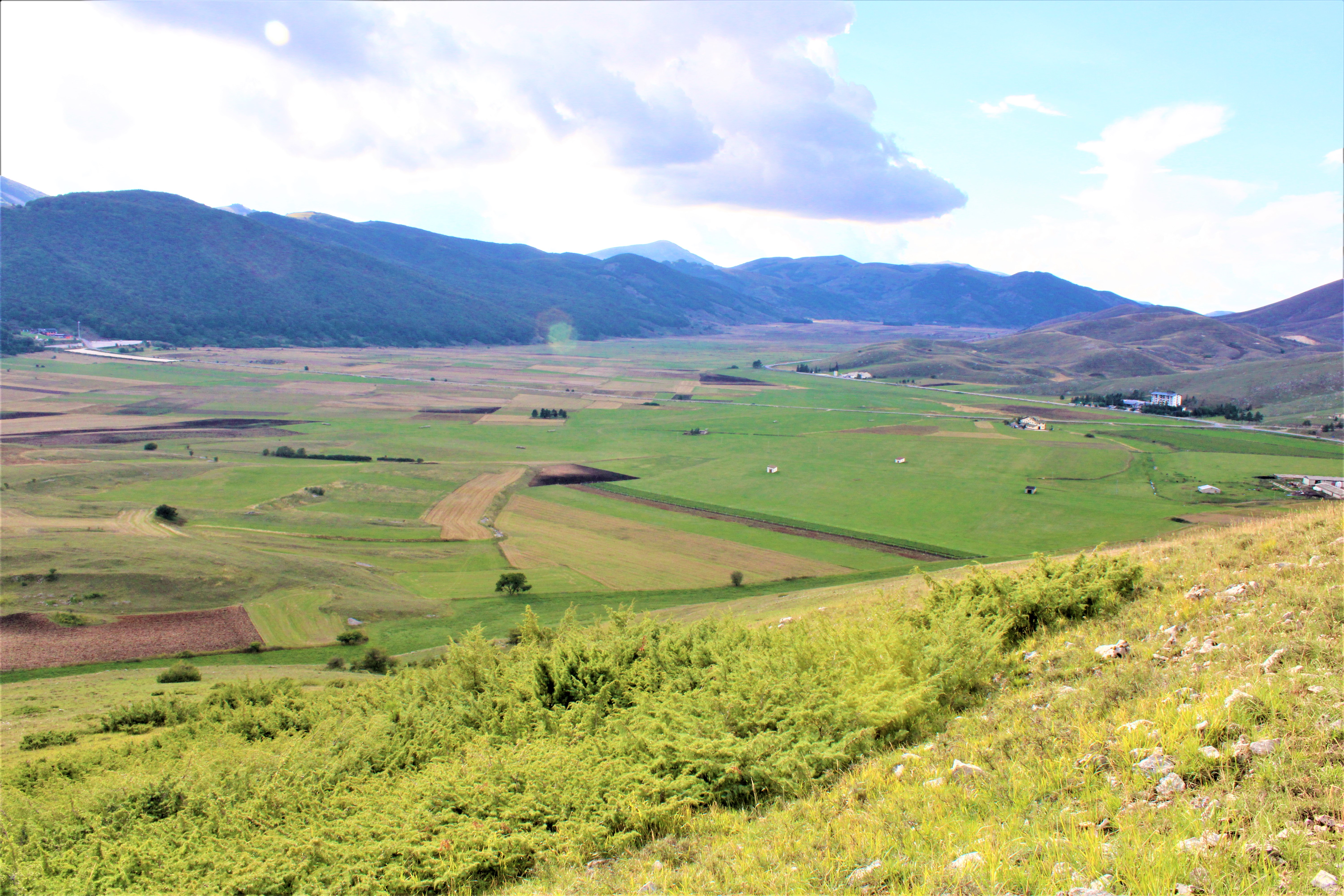
Altopiano delle Cinquemiglia

Noto anche come "altopiano maggiore", si trova tra i territori dei comuni di Rivisondoli, Rocca Pia e Roccaraso, ad un'altitudine di circa 1265 m s.l.m.. È il più esteso del gruppo degli altipiani maggiori, da cui il nome alternativo di altopiano maggiore, estendendosi per circa 9 km in lunghezza ed 1 km in larghezza e ponendo in comunicazione la valle del fiume Gizio, affluente del Pescara, e la Valle Peligna a nord con quella del torrente Raso, affluente del Sangro, e l'Alto Sangro a sud; è sovrastato da alcune cime dei monti Marsicani (monte Genzana, monte Pratello e monte Rotella). I suoi 9 km circa di estensione, corrispondenti proprio a 5 miglia, che partono dalle sorgenti del torrente Raso fino ad arrivare fino al torrente San Leonardo, gli conferiscono la denominazione.
In passato le diligenze, per timore di assalti, soprattutto durante il periodo del brigantaggio, lo attraversavano a gran carriera, spesso scortate dalle guardie. In inverno diverse volte i viandanti vi rimasero sepolti sotto la neve a causa delle forti bufere che vi si manifestavano. Così avvenne ad esempio nell'anno 1528, quando perirono 300 mercenari arruolati dalla Repubblica di Venezia per combattere contro l'imperatore Carlo V d'Asburgo, e nell'inverno successivo quando trovarono la morte altri 500 tedeschi di Filiberto di Chalon, principe di Orange. Lo stesso imperatore vi fece inoltre innalzare cinque torri e una taverna, non più presenti. Passò qui anche la delegazione reale con il re Vittorio Emanuele II di Savoia nell'autunno del 1860 quando, dopo l'annessione dell'Abruzzo e delle Marche all'Italia, il sovrano si incontrò a Teano con Giuseppe Garibaldi per giungere infine a Napoli.
È attraversato dalla strada statale 17 e rientra nella comunità montana Alto Sangro e altopiano delle Cinquemiglia e a sud-est si collega all'altopiano del Quarto Grande, che ha come centro di riferimento il borgo di Pescocostanzo, mentre a sud-ovest con il piano Aremogna, dominato dal massiccio del monte Greco e ad est dai prodromi della Maiella.
Completamente disabitato e spoglio di vegetazione, vi pascolano in estate greggi e mandrie, mentre in inverno con l'inversione termica si registrano spesso temperature minime quasi da record per gli Appennini: talvolta infatti, come rilevato dalla stazione meteorologica presente, nelle notti invernali con cielo sereno ed assenza di vento si possono raggiungere temperature minime di −30 °C, che lo portano ad essere etichettato come la "Siberia del Mediterraneo".

## Altopiano del Quarto Grande

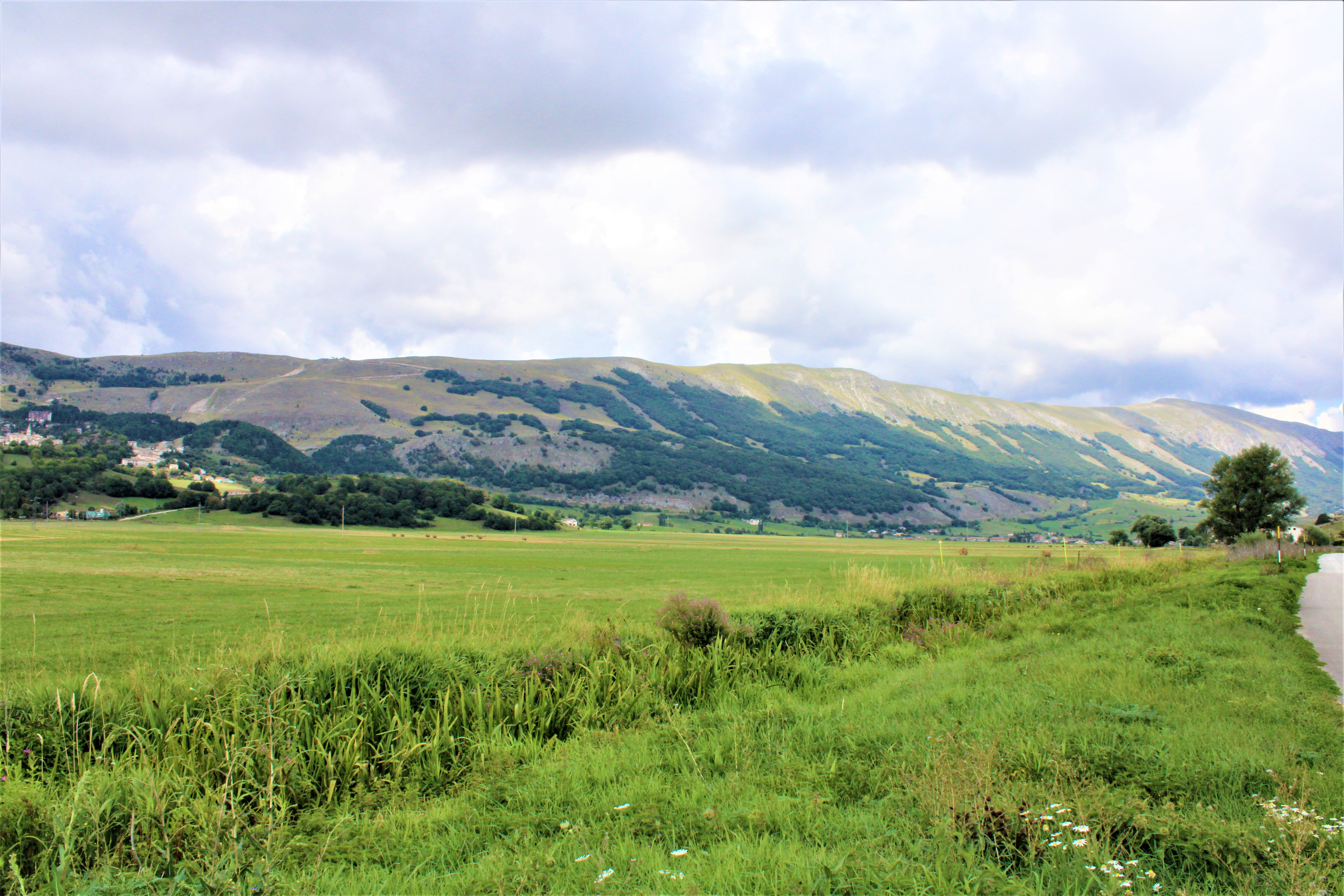
Altopiano del Quarto Grande

L'altopiano del Quarto Grande, che deve la propria denominazione alle sue ampie dimensioni, seppur inferiori a quelle dell'altopiano delle Cinquemiglia, è situato alle falde meridionali del massiccio della Maiella, ad una quota di circa 1300 m s.l.m., collegato a sud-est con l'altopiano di Quarto Santa Chiara. Si sviluppa da nord a sud per circa 7 km con un dislivello di 300 m circa, mettendo in comunicazione il territorio di Cansano a nord con quello di Pescocostanzo a sud, ed è incastonato tra i monti Rotella, Pizzalto e Calvario. Il suo centro di riferimento è il borgo di Pescocostanzo, seguito più a sud dai comuni di Rivisondoli e Roccaraso. Lungo l'altopiano si trova l'eremo di San Michele Arcangelo.

## Altopiano di Quarto Santa Chiara

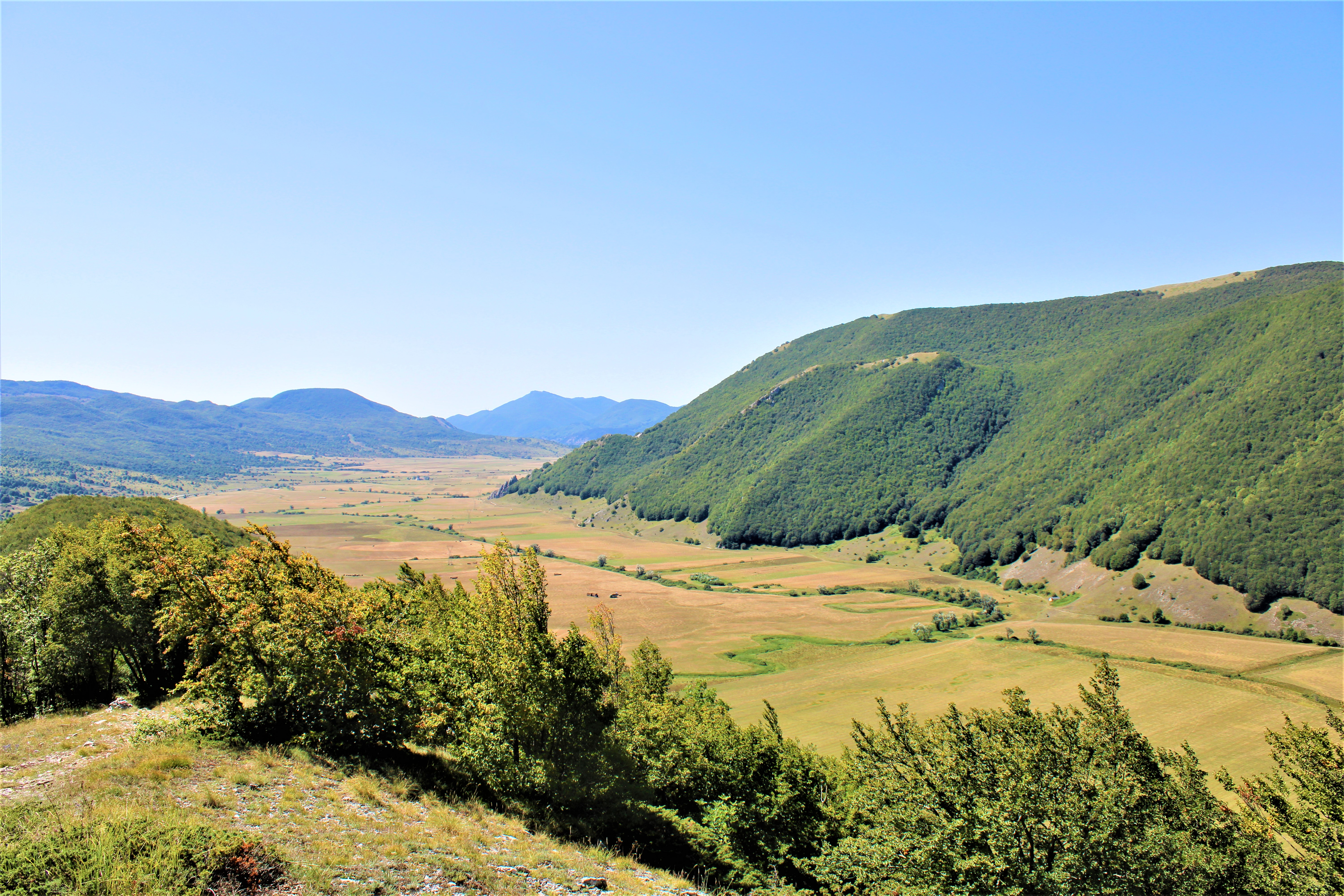
Altopiano di Quarto Santa Chiara

L'altopiano di Quarto Santa Chiara è situato nella bassa provincia dell'Aquila e nella parte occidentale della provincia di Chieti; lungo circa 6 km, largo mediamente 700 m e posto ad una quota di circa 1250 m s.l.m., collega il territorio di Campo di Giove con l'altopiano del Quarto Grande, sito nelle vicinanze di Pescocostanzo. Sovrastato a est dal monte Porrara e a ovest dal monte Pizzalto, è raggiungibile salendo da Palena oltrepassando il valico della Forchetta; ospita l'omonima riserva naturale ed è attraversato dalla ferrovia Sulmona-Isernia, nota come Transiberiana d'Italia, in corrispondenza della stazione di Palena. Proprio dove vi è lo scalo ferroviario, fino al 1456, anno in cui si verificò il terremoto dell'Italia centro-meridionale, sorgeva il feudo di Forca Palena (Forcæ Pelignorum), cui l'altopiano apparteneva, e che diede il nome al valico della Forchetta che lo attraversa. Tale feudo nel 1268 pervenne alle monache del monastero di Santa Chiara di Sulmona, da cui il nome dell'altopiano, il quale, nonostante il centro abitato di appartenenza fosse stato totalmente distrutto dal sisma, continuò ad essere posseduto da esse fino al 1862, quando passò alla cassa ecclesiastica. Il quarto, di origine tettonico-carsica, è ciò che resta di un bacino endoreico ed è percorso dal fosso La Vera e da alcuni ruscelli minori. L'azione carsica di questi corsi d'acqua ha portato, nel tempo, alla nascita di un vero e proprio inghiottitoio (chiamato Capo La Vera) e reso impermeabile il terreno sottostante, in gran parte argilloso e ricco di ossidi di alluminio. Di conseguenza nei mesi invernali, complice anche le abbondanti precipitazioni, spesso a carattere nevoso, rilevate dalla stazione meteorologica presente, l'inghiottitoio non riesce a drenare l'enorme quantità di acqua che vi si raccoglie, e si forma quindi un vero e proprio "lago" che permane fino alla fine della primavera, contribuendo a caratterizzare l'altopiano. Le acque raccolte risgorgano poi in corrispondenza delle sorgenti di Capo di Fiume, dalle quali originerà il fiume Aventino.

## Piano Aremogna

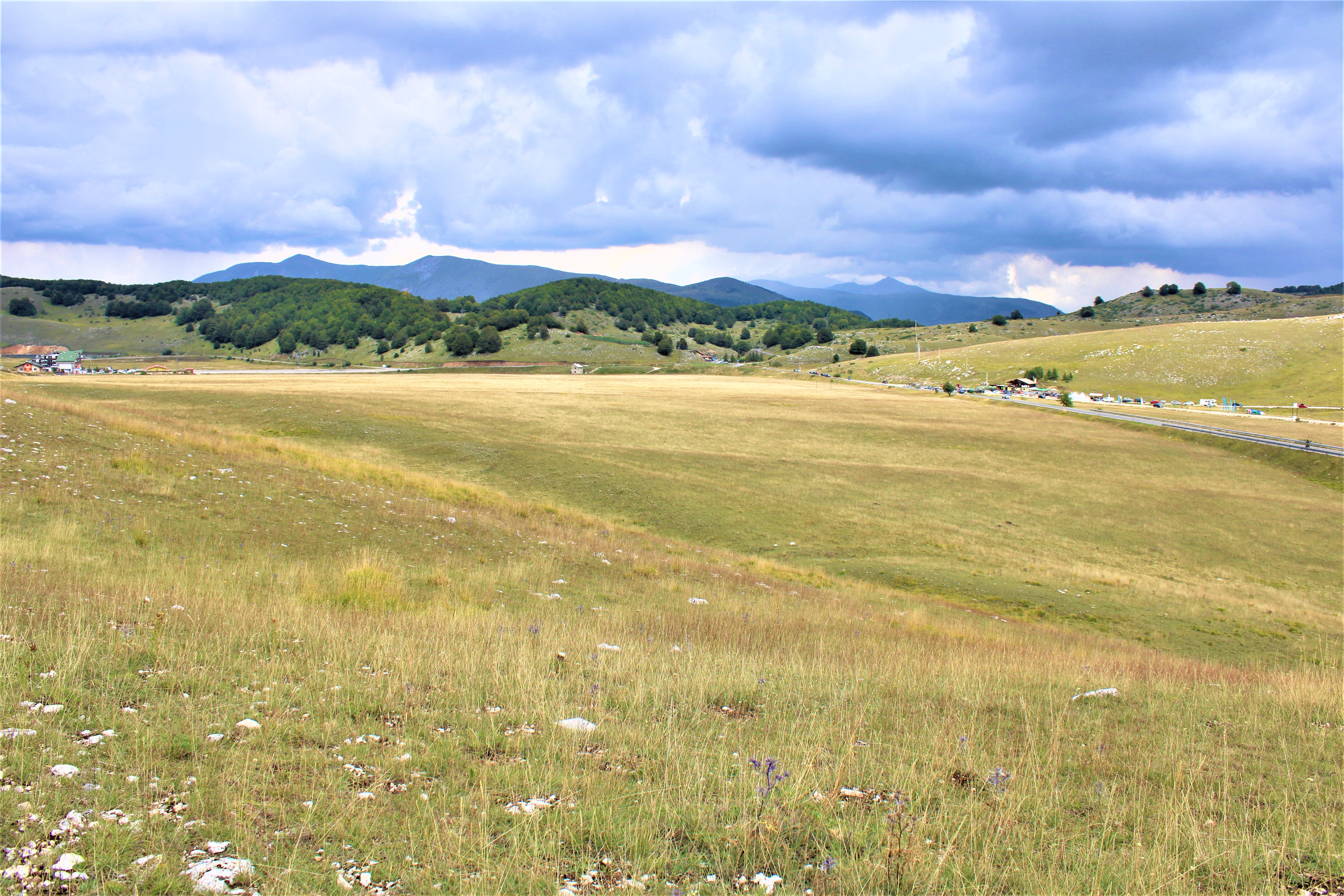
Piano Aremogna

Posto ai piedi del monte omonimo, da cui il nome, è sito nell'omonima località del territorio comunale di Roccaraso, nella bassa provincia dell'Aquila, ad una quota media di 1450 m s.l.m., circondato a nord dall'altopiano delle Cinquemiglia, a ovest dai monti di Roccaraso, sottogruppo della catena del monte Greco, e dal monte Toppe del Tesoro, compreso tra il monte Pratello e il monte I Tre Confini, e a sud-est dalla dorsale del monte Arazecca. Di origine alluvionale, carsica e tettonica e di forma oblunga, da esso si dipartono gli impianti di risalita della stazione sciistica di Roccaraso, compresi all'interno del comprensorio sciistico dell'Alto Sangro. Questo altopiano talvolta fa registrare record negativi di temperatura minima invernale, come rilevato dalla stazione meteorologica ivi presente. L'altopiano è stato percorso più volte dal Giro d'Italia: nel Giro 2016 con la 6ª tappa Ponte-Roccaraso vinta dal belga Tim Wellens della Lotto Soudal e nel Giro 2020 con la 9ª tappa San Salvo-Roccaraso vinta dal portoghese Ruben Guerreiro della EF Pro Cycling.

## Altri altipiani
Questo complesso di altipiani carsici comprende, oltre a quelli principali, anche altri altipiani, non di minore importanza, quali l'altopiano del Prato, l'altopiano del Quarto del Barone, l'altopiano del Quarto del Molino, il Primo Campo e la Riseca.